# La Côte-en-Couzan
La Côte-en-Couzan ist eine ehemalige französische Gemeinde mit 62 Einwohnern (Stand: 1. Januar 2022) im Département Loire in der Region Auvergne-Rhône-Alpes. Sie gehörte zum Arrondissement Montbrison.
Der Erlass des Präfekten vom 23. Dezember 2024 legte mit Wirkung zum 1. Januar 2025 die Eingliederung von La Côte-en-Couzan ohne Status einer Commune déléguée zusammen mit der früheren Gemeinde Saint-Didier-sur-Rochefort zur Commune nouvelle La Côte - Saint-Didier fest.

## Geografie

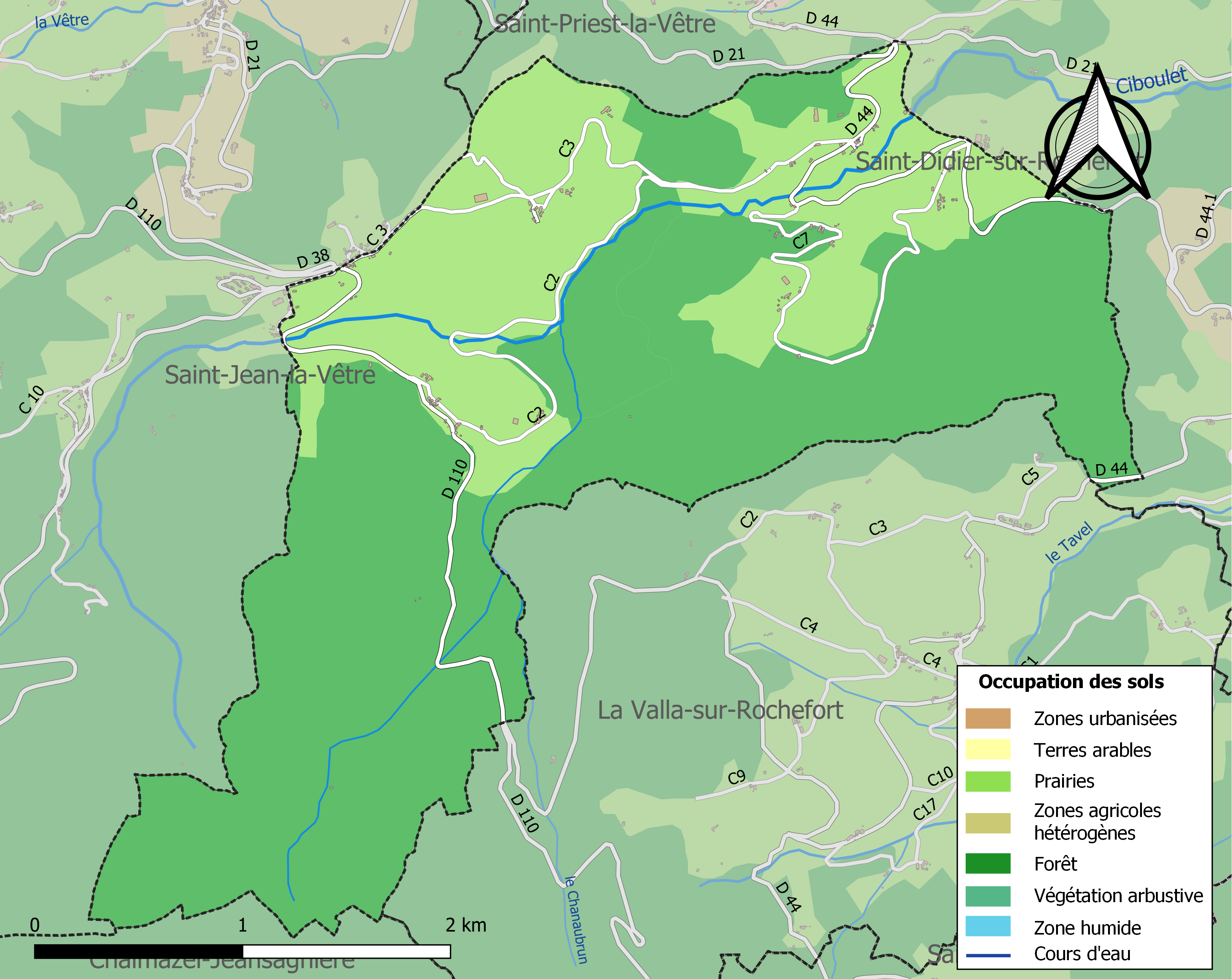
Bodennutzung, Hydrografie und Infrastruktur von a Côte-en-Couzan (2018)

La Côte-en-Couzan liegt etwa 26 Kilometer nordnordwestlich von Montbrison, etwa 57 Kilometer nordwestlich von Saint-Étienne und etwa 77 Kilometer westlich von Lyon in der historischen Provinz des Forez an der Ostflanke des gleichnamigen Gebirges. Der Ort liegt im Einzugsbereich der Loire und wird von kleineren Wasserläufen entwässert, wie das Flüsschen Ciboulet oder sein Nebenfluss, der Ruisseau de Chanaubrun. Der Siedlungsraum besteht aus zahlreichen weitverstreuten Weilern ohne eigentliches Zentrum. Der Ort erstreckt sich auf ein Mittelgebirge mit einer maximalen Höhe von 1267 m im Südwesten am Fuß des Grand Caire. Die niedrigste Erhebung wird mit 702 m im Nordosten beim Austritt des Ciboulet aus dem Ortsgebiet gemessen.
Teile des Gebiets von La Côte-en-Couzan gehören zum Natura-2000-Schutzgebiet „Lignon, Vizezy, Anzon et leurs affluents“ (FR8201758) und zur ZNIEFF-Naturzone „Monts du Forez“ (820032467).
Rund 69 % der Fläche von La Côte-en-Couzan sind bewaldet, rund 31 % werden landwirtschaftlich als Grünland genutzt (Stand: 2018).
Umgeben wird La Côte-en-Couzan von den Nachbargemeinden und dem Ortsteil der Commune nouvelle:
|                     |                                             | Saint-Didier-sur-Rochefort (Ortsteil) |
| Saint-Jean-la-Vêtre | Kompassrose, die auf Nachbargemeinden zeigt |                                       |
|                     | Chalmazel-Jeansagnière                      | La Valla-sur-Rochefort                |

## Bevölkerungsentwicklung
| Jahr                       | 1962 | 1968 | 1975 | 1982 | 1990 | 1999 | 2006 | 2013 | 2020 |
| -------------------------- | ---- | ---- | ---- | ---- | ---- | ---- | ---- | ---- | ---- |
| Einwohner                  | 126  | 108  | 81   | 74   | 81   | 83   | 71   | 73   | 64   |
| Quellen: Cassini und INSEE |      |      |      |      |      |      |      |      |      |